# لويس ماري رايموند دوراند
لويس ماري رايموند دوراند (بالفرنسية: Raymond Durand)‏ هو دبلوماسي فرنسي، ولد في 4 نوفمبر 1786 في مونبلييه في فرنسا، وتوفي في 27 أبريل 1837 في Lunel-Viel ‏ في فرنسا بسبب سكتة.